# Chaetolopha rubicunda
Chaetolopha rubicunda är en fjärilsart som beskrevs av Swinhoe 1902. Chaetolopha rubicunda ingår i släktet Chaetolopha och familjen mätare. Inga underarter finns listade i Catalogue of Life.